# کلیسای مریم مقدس (کاناکر)
کلیسای مریم مقدس (کاناکر) (ارمنی: :Սուրբ Աստվածածին եկեղեցի (Քանաքեռ)؛ انگلیسی: St. Mary) یک کلیسا متعلق به کلیسای حواری ارمنی واقع در ناحیه کاناکر زیتون، شهر ایروان در کشور ارمنستان می‌باشد. ساخت و ساز این ساختمان در سده ۱۷ام میلادی؛ به پایان رسید. این بنا به سبک معماری ارمنی طراحی شده است.